# Olgite
L'olgite è una serie di minerali fra gli estremi bario-olgite e stronzio-olgite. Precedentemente era il nome di una specie di minerale a sé stante.